# Винил (телесериал)
«Вини́л» (англ. Vinyl) — американский телесериал кабельной сети HBO в жанре музыкальной драмы, созданный под руководством музыканта Мика Джаггера, кинорежиссёра Мартина Скорсезе и сценаристов Рича Коэна и Теренса Уинтера. Действия сериала происходят в 70-х годах XX века и рассказывают о руководителе студии звукозаписи по имени Ричи Финестра, сыгранном Бобби Каннавале.
18 февраля 2016 года сериал официально продлён на второй сезон. Однако позже HBO пересмотрел это решение и 22 июня 2016 года было объявлено о закрытии сериала.

## В ролях

### Основной состав
- Бобби Каннавале — Ричи Финестра — руководитель студии звукозаписи, пытающийся воскресить собственный лейбл «American Century»
- Оливия Уайлд — Девон Финестра — жена Ричи.
- Рэй Романо — Зак Янкович — доверенное лицо Ричи и менеджер по продвижению в «American Century».
- Ато Эссандо — Лестер Граймс — бывший певец, а также бывший коллега Ричи.
- П. Дж. Бирн — Скотт Левитт — глава юридического отдела в «American Century».
- Макс Каселла — Джулиан «Джули» Сильвер — глава отдела по поиску талантов в «American Century».
- Дж. С. МакКензи — Скип Фонтейн — руководитель отдела продаж в «American Century».
- Биргитта Йорт Сёренсен — Ингрид — датская актриса под покровительством Энди Уорхола
- Джуно Темпл — Джейми Уайн — амбициозная ассистентка в отделе по поиску талантов в «American Century».
- Джек Куэйд — Кларк Морелл — молодой управляющий в отделе по поиску талантов в «American Century».
- Джеймс Джаггер — Кип Стивенс — вокалист молодой панк-рок группы «The Nasty Bits»
- Пол Бен-Виктор — Мори Голд — обаятельный владелец звукозаписывающей компании, в которой в молодости работал Ричи.

### Второстепенный состав
- Эмили Тремейн — Хезер — администратор в «American Century».
- Гриффин Ньюман — Каспер — «усатый» представитель отдела по поиску талантов в «American Century».
- Эндрю Дайс Клэй — Фрэнк «Бак» Роджерс — зависимый от кокаина, владелец сети радиостанций.
- Бо Диетл — Джо Корсо — «независимый» менеджер по продвижению с возможными связями в организованной преступности.
- Роберт Фунаро — Тони Дель Греко — главный телохранитель босса мафии Нью-Йорка.
- Джон Кэмерон Митчелл — Энди Уорхол.
- Джо Кеньяно — Лео — личный водитель Ричи и также его доверенное лицо.
- Вал Эммич — Алекс.
- Кристиан Песлок — молодой Дэвид Йохансен.
- Дэвид Провэл — отец Ричи Финестра.

## Эпизоды
| №  | Название                                     | Режиссёр         | Автор сценария                                                                                             | Дата премьеры   | Зрители в США (млн) |
| -- | -------------------------------------------- | ---------------- | --- | --------------- | ------------------- |
| 1  | «Пилот» «Pilot»                              | Мартин Скорсезе  | Сюжет: Рич Коэн, Мик Джаггер, Мартин Скорсезе и Теренс Уинтер Телесценарий: Теренс Уинтер и Джордж Мастрас | 14 февраля 2016 | 0,764               |
| 2  | «И снова как вчера» «Yesterday Once More»    | Аллен Култер     | Теренс Уинтер                                                                                              | 21 февраля 2016 | 0,667               |
| 3  | «Сокровенные тайны» «Whispered Secrets»      | Марк Романек     | Джонатан Троппер, Дебора Кан и Адам Рапп                                                                   | 28 февраля 2016 | 0,533               |
| 4  | «Ракетка» «The Racket»                       | Эс Джей Кларксон | Дебора Кан                                                                                                 | 6 марта 2016    | 0,577               |
| 5  | «Расист и черта изведёт» «He in Racist Fire» | Питер Соллетт    | Адам Рапп                                                                                                  | 13 марта 2016   | 0,618               |
| 6  | «Циклон» «Cyclone»                           | Николь Кассель   | Карл Капоторто и Эрин Крессида Уилсон                                                                      | 20 марта 2016   | 0,570               |
| 7  | «Король и я» «The King and I»                | Аллен Култер     | Дэвид Мэттьюс                                                                                              | 27 марта 2016   | 0,666               |
| 8  | «Ми. Ля. Си.» «E.A.B.»                       | Джон С. Бейрд    | Ричард ДиЛорето и Майкл Митник                                                                             | 3 апреля 2016   | 0,567               |
| 9  | «Королева рок-н-ролла» «Rock and Roll Queen» | Карл Франклин    | Дебора Кан                                                                                                 | 10 апреля 2016  | 0,753               |
| 10 | «Алиби» «Alibi»                              | Аллен Култер     | Теренс Уинтер                                                                                              | 17 апреля 2016  | 0,730               |